# غوستاف فالديمار فون راوش
غوستاف فالديمار فون راوش (بالألمانية: Gustav Waldemar von Rauch)‏ هو قائد عسكري ألماني، ولد في 30 يناير 1819 في برلين في ألمانيا، وتوفي بنفس المكان في 7 مايو 1890.